# La testa della Medusa
La testa della Medusa è un film muto italiano del 1921 diretto e scritto da Alessandro De Stefani.